# Nuoto ai campionati europei di nuoto 2014 - 100 metri stile libero femminili
La gara dei 100 metri stile libero femminili degli Europei 2014 si è svolta il 19-20 agosto. Le qualifiche per la semifinale si sono svolte la mattina del 19 agosto 2014, mentre la semifinale si è svolta la sera dello stesso giorno. La finale, invece, si è svolta la sera del 20 agosto 2014.

## Medaglie
| Posizione | Atleta           | Paese       |
| --------- | ---------------- | ----------- |
| Oro       | Sarah Sjöström   | Svezia      |
| Argento   | Femke Heemskerk  | Paesi Bassi |
| Bronzo    | Michelle Coleman | Svezia      |

## Record
Prima della manifestazione il record del mondo (RM), il record europeo (EU) e il record dei campionati (RC) erano i seguenti.
| Record mondiale       | 52"07 | Britta Steffen Germania | 31 luglio 2009 Roma, Italia      |
| Record europeo        | 52"07 | Britta Steffen Germania | 31 luglio 2009 Roma, Italia      |
| Record dei campionati | 53"30 | Britta Steffen Germania | 2 agosto 2010 Budapest, Ungheria |

Durante la competizione sono stati migliorati i seguenti record:
| Data      | Evento | Atleta         | Nazione | Tempo | Record                |
| --------- | ------ | -------------- | ------- | ----- | --------------------- |
| 20 agosto | Finale | Sarah Sjöström | Svezia  | 52"67 | Record dei campionati |

## Risultati

### Batterie
| Pos. | Batteria | Corsia | Atleta                | Nazionalità   | Tempo   | Note |
| ---- | -------- | ------ | --------------------- | ------------- | ------- | ---- |
| 1    | 4        | 4      | Femke Heemskerk       | Paesi Bassi   | 53"55   | Q    |
| 2    | 5        | 4      | Sarah Sjöström        | Svezia        | 53"66   | Q    |
| 3    | 3        | 4      | Michelle Coleman      | Svezia        | 54"05   | Q    |
| 4    | 5        | 5      | Pernille Blume        | Danimarca     | 54"28   | Q    |
| 5    | 3        | 6      | Katinka Hosszú        | Ungheria      | 54"45   | Q    |
| 6    | 4        | 5      | Veronika Popova       | Russia        | 54"74   | Q    |
| 7    | 3        | 5      | Charlotte Bonnet      | Francia       | 54"79   | Q    |
| 8    | 4        | 6      | Maud van der Meer     | Paesi Bassi   | 55"00   | Q    |
| 9    | 5        | 3      | Louise Hansson        | Svezia        | 55"06   |      |
| 10   | 3        | 0      | Nina Rangelova        | Bulgaria      | 55"07   | Q    |
| 11   | 5        | 8      | Esmee Vermeulen       | Paesi Bassi   | 55"18   |      |
| 12   | 4        | 3      | Erika Ferraioli       | Italia        | 55"24   | Q    |
| 13   | 3        | 2      | Margarita Nesterova   | Russia        | 55"31   | Q    |
| 14   | 4        | 7      | Fatima Gallardo       | Spagna        | 55"35   | Q    |
| 15   | 5        | 1      | Hanna-Maria Seppälä   | Finlandia     | 55"49   | Q    |
| 16   | 5        | 6      | Arina Openysheva      | Russia        | 55"52   |      |
| 17   | 5        | 2      | Anna Santamans        | Francia       | 55"58   | Q    |
| 18   | 3        | 7      | Giada Galizi          | Italia        | 55"62   | Q    |
| 19   | 3        | 8      | Cecilie Johannessen   | Norvegia      | 55"68   | Q    |
| 20   | 5        | 7      | Birgit Koschischek    | Austria       | 55"75   |      |
| 21   | 3        | 1      | Julie Levisen         | Danimarca     | 55"76   |      |
| 22   | 5        | 0      | Darya Stepanyuk       | Ucraina       | 55"82   |      |
| 23   | 4        | 1      | Rebecca Turner        | Regno Unito   | 55"88   |      |
| 24   | 4        | 2      | Alice Mizzau          | Italia        | 55"90   |      |
| 25   | 3        | 3      | Mariya Baklakova      | Russia        | 56"10   |      |
| 26   | 4        | 9      | Shauna Lee            | Regno Unito   | 56"24   |      |
| 27   | 4        | 0      | Ilse Kraaijeveld      | Paesi Bassi   | 56"29   |      |
| 28   | 4        | 8      | Cloe Hache            | Francia       | 56"64   |      |
| 29   | 2        | 5      | Miroslava Najdanovski | Serbia        | 56"89   |      |
| 30   | 3        | 9      | Anna Kolárová         | Rep. Ceca     | 56"91   |      |
| 31   | 2        | 1      | Keren Siebner         | Israele       | 56"95   |      |
| 32   | 2        | 8      | Katarina Simonović    | Serbia        | 57"05   |      |
| 33   | 2        | 4      | Magdalena Kuras       | Svezia        | 57"16   |      |
| 34   | 2        | 6      | Tess Grossmann        | Estonia       | 57"24   |      |
| 35   | 2        | 0      | Alina Vats            | Ucraina       | 57"28   |      |
| 36   | 2        | 2      | Noemi Girardet        | Svizzera      | 57"37   |      |
| 37   | 1        | 5      | Anja Klinar           | Slovenia      | 57"46   |      |
| 38   | 1        | 3      | Julia Hassler         | Liechtenstein | 57"68   |      |
| 39   | 2        | 3      | Yuliya Khitraya       | Bielorussia   | 57"78   |      |
| 40   | 2        | 9      | Katharina Egger       | Austria       | 58"55   |      |
| 41   | 2        | 7      | Eva Gliožerytė        | Lituania      | 58"70   |      |
| 42   | 1        | 4      | Monika Vasilyan       | Armenia       | 1'00"47 |      |
| —    | 5        | 9      | Chiara Masini         | Italia        |         | DNS  |

### Semifinali

#### Semifinali 1
| Pos. | Corsia | Atleta              | Nazionalità | Tempo | Note |
| ---- | ------ | ------------------- | ----------- | ----- | ---- |
| 1    | 5      | Pernille Blume      | Danimarca   | 54"26 | Q    |
| 2    | 4      | Sarah Sjöström      | Svezia      | 54"31 | Q    |
| 3    | 3      | Veronika Popova     | Russia      | 54"58 | Q    |
| 4    | 7      | Fatima Gallardo     | Spagna      | 54"85 | Q    |
| 5    | 6      | Maud van der Meer   | Paesi Bassi | 55"14 |      |
| 6    | 2      | Erika Ferraioli     | Italia      | 55"29 |      |
| 7    | 8      | Cecilie Johannessen | Norvegia    | 55"51 |      |
| 8    | 1      | Anna Santamans      | Francia     | 55"77 |      |

#### Semifinali 2
| Pos. | Corsia | Atleta              | Nazionalità | Tempo | Note |
| ---- | ------ | ------------------- | ----------- | ----- | ---- |
| 1    | 4      | Femke Heemskerk     | Paesi Bassi | 53"66 | Q    |
| 2    | 5      | Michelle Coleman    | Svezia      | 54"15 | Q    |
| 3    | 3      | Katinka Hosszú      | Ungheria    | 54"48 |      |
| 4    | 6      | Charlotte Bonnet    | Francia     | 54"90 | Q    |
| 5    | 2      | Nina Rangelova      | Bulgaria    | 55"13 | Q    |
| 6    | 7      | Margarita Nesterova | Russia      | 55"32 |      |
| 7    | 8      | Giada Galizi        | Italia      | 55"60 |      |
| 8    | 1      | Hanna-Maria Seppälä | Finlandia   | 55"61 |      |

### Finale
| Pos. | Corsia | Atleta           | Nazionalità | Tempo | Note                  |
| ---- | ------ | ---------------- | ----------- | ----- | --------------------- |
|      | 6      | Sarah Sjöström   | Svezia      | 52"67 | Record dei campionati |
|      | 4      | Femke Heemskerk  | Paesi Bassi | 53"64 |                       |
|      | 5      | Michelle Coleman | Svezia      | 53"75 |                       |
| 4    | 3      | Pernille Blume   | Danimarca   | 54"15 |                       |
| 5    | 2      | Veronika Popova  | Russia      | 54"34 |                       |
| 6    | 7      | Fatima Gallardo  | Spagna      | 54"93 |                       |
| 7    | 1      | Charlotte Bonnet | Francia     | 54"96 |                       |
| 8    | 8      | Nina Rangelova   | Bulgaria    | 55"46 |                       |